# Se fue (Ana Mena)
Se fue è un singolo della cantautrice spagnola Ana Mena, pubblicato il 9 settembre 2016 dall'etichetta Sony Music España come terzo estratto dal primo album in studio Index.

## Descrizione
Il brano, scritto da Bruno Nicolás Fernández, in arte Debruk, David Augustave Picanes e José Luis de la Peña Mira, è prodotto da quest'ultimo con Dabruk.

## Video musicale
Il video musicale è stato pubblicato in concomitanza all'uscita del brano attraverso il canale YouTube della cantautrice.

## Tracce
Testi e musiche di Bruno Nicolás Fernández, David Augustave Picanes e José Luis de la Peña Mira.
1. Se fue – 3:46

## Formazione
Musicisti
- Ana Mena Rojas – voce, voci di sottofondo
- Bruno Nicolás Fernández (Dabruk) – voci di sottofondo
- David Augustave Picanes – voci di sottofondo
- Gregory Carrero – chitarra

Produzione
- Bruno Nicolás Fernández (Dabruk) – produzione
- Felipe Guevara – missaggio
- José Luis de la Peña Mira – produzione
- Mike Kalajian – masterizzazione